# Lijst van vlaggen van Tanzania
Dit is een lijst van vlaggen van Tanzania.

## Nationale vlag (perFIAV-codering)
|          | Civiele vlag | Staatsvlag | Oorlogsvlag |
| -------- | ------------ | ---------- | ----------- |
| Te land  | · ?          | · ?        | · ?         |
| Te water | · ?          | · ?        | · ?         |

## Vlaggen van bestuurders
| Vlag | Periode    | Functie                             | Beschrijving                                                                                     |
| ---- | ---------- | ----------------------------------- | ------------------------------------------------------------------------------------------------ |
|      | 1964-heden | Vlag van de president van Tanzania. | Een groen veld met een blauwe rand met het nationale wapen (zonder schildhouders) in het midden. |

## Vlaggen van politieke partijen
| Vlag | Periode    | Functie                                        | Beschrijving |
| ---- | ---------- | ---------------------------------------------- | --- |
|      | 1954-1977  | Vlag van de Tanganyika African National Union. | Een horizontale driekleur van groen (boven), zwart en groen. |
|      | 1957-1977  | Vlag van de Afro-Shirazi Partij.               | Een driekleur, bestaande uit drie gelijke horizontale banden in de kleuren lichtblauw (boven), zwart en groen (onder), afgezet met een gele schoffel in het midden. |
|      | 1977-heden | Vlag van de Chama Cha Mapinduzi.               | Een groen veld met het partijembleem in het linkerbovenkanton. |